# Lisette Sevens
Elisabeth ("Lisette") Anthonius Maria Ignatius Sevens (Helmond, 29 juni 1949) is een voormalig hockeyinternational uit Nederland. Zij speelde in de periode 1974-1984 in totaal 125 interlands (vijf doelpunten) voor het Nederlands dameshockeyteam.
Sevens nam in haar carrière deel aan vijf officiële wereldkampioenschappen. Driemaal werd daarbij de wereldtitel binnengehaald: in 1974, 1978 en 1983. Europees gouden succes was er in 1984 op het Europees Kampioenschap te Rijsel, Frankrijk. Ten tijde van de Olympische Spelen van Los Angeles was zij aanvoerster van het Nederlands damesteam. Op 10 augustus 1984 werd de eerste Nederlandse olympische titel een feit. In clubverband kwam de verdedigster uit voor Helmond Uno Animo Combinatie, Mixed Hockey Club Houdt Braef Standt en Amsterdamsche Hockey & Bandy Club.

## Erelijst
- WK hockey 1974 te Mandelieu (Fra)
- WK hockey 1976 te Berlijn (Dui)
- WK hockey 1978 te Madrid (Spa)
- IFWHA WK hockey 1979 te Vancouver (Can)
- WK hockey 1981 te Buenos Aires (Arg)
- WK hockey 1983 te Kuala Lumpur (Mal)
- EK hockey 1984 te Rijsel (Fra)
- Olympische Spelen 1984 te Los Angeles (VS)

Carina Benninga · 
Det de Beus · 
Fieke Boekhorst · 
Marjolein Bolhuis-Eijsvogel · 
Marieke van Doorn · 
Irene Hendriks · 
Elsemiek Hillen · 
Aletta van Manen · 
Anneloes Nieuwenhuizen · 
Martine Ohr · 
Sandra Le Poole · 
Alette Pos · 
Lisette Sevens · 
Sophie von Weiler · 
Laurien Willemse · 
Margriet Zegers · 
Coach: Gijs van Heumen